# Vittorino di Petovio
Vittorino di Petovio (Grecia probabilmente, 250 – Petovio, 2 novembre 304) è stato un vescovo, santo e scrittore romano esegeta di lingua greca e latina.

## Biografia
Celebrato nell'antichità per la sua cultura, Vittorino fu Vescovo di Petovio, (Poetavium oppure Poetabium) l'odierna Ptuj nella Slovenia settentrionale, sulla riva destra della Drava, nella regione di Stiria.
Molti storici lo ritengono di origine greca rifacendosi a un'opinione di Girolamo: dagli scritti patristici emerge che Girolamo mostrava un lato debole per lui, considerandolo quasi suo connazionale.
Morì martire nel 304 durante la persecuzione di Diocleziano. Il suo nome è incluso tra i Padri della Chiesa del III secolo, nel catalogo dei Padri 'latini', insieme con Tertulliano, Minucio Felice, Cipriano, Novaziano e Lattanzio, detto anche il Cicerone cristiano. Di Vittorino si pensò erroneamente che fosse stato il primo Vescovo di Poitiers.
Le informazioni su Vittorino derivano tutte da Girolamo, e le notizie sul suo martirio sono assai imprecise. Girolamo sapeva che era morto martire, ma poiché deve essere vissuto successivamente a Origene, cioè nella seconda metà del III secolo, si può pensare solo alla persecuzione di Diocleziano, e da ciò si dedurrebbe che Vittorino mori nell'anno 304 (o forse anche nel 303). Ciò che di lui si conosce si limita al nome, al luogo e, con qualche incertezza, al tempo in cui visse.
Soltanto nella seconda metà del III secolo si hanno notizie sicure, quelle sulle Chiese esistenti nell'Illirico danubiano. Tali chiese, però, dovevano risalire, per la loro fondazione, a un'età più antica perché appaiano perfettamente organizzate, a cominciare dalla gerarchia già completamente costituita. Ed è in una di queste chiese, quella di Petovio, che Vittorino risulta essere stato vescovo.
Fu allievo di Ireneo. Si pensa che abbia visitato la biblioteca di Gerusalemme.

## Opere

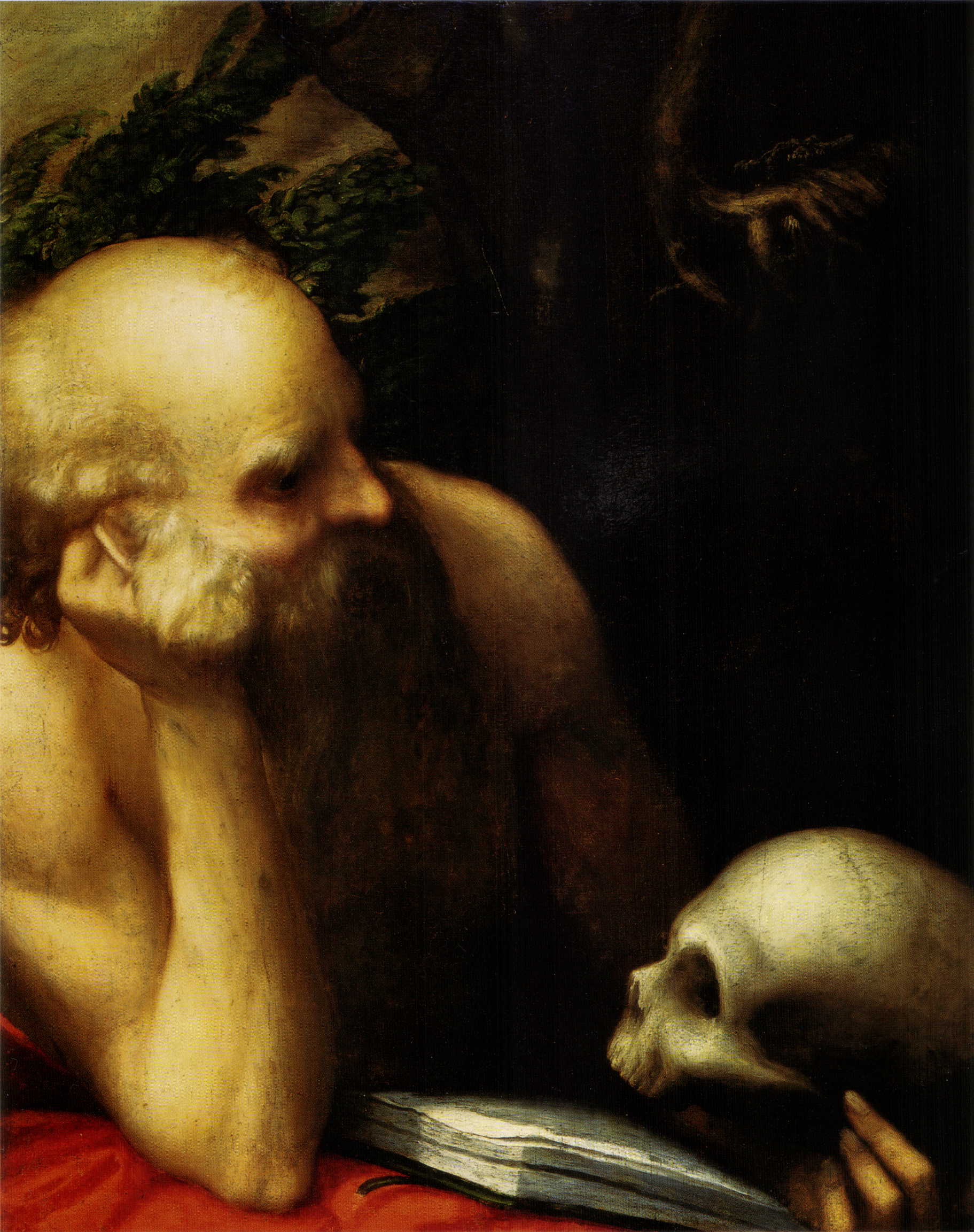
San Girolamo, olio su tela di Correggio, (Real Academia de Bellas Artes de San Fernando, Madrid)

Vittorino fu il primo esegeta di lingua latina. Dei suoi numerosi scritti san Girolamo scrive: 
(De viris illustribus 74.)
Secondo Girolamo, egli scrisse commenti al libro della Genesi, dell'Esodo, del Levitico; inoltre ai libri dei profeti Isaia, Ezechiele e Abacuc; all'Ecclesiaste, al Cantico dei Cantici; al vangelo di Matteo e al libro dell'Apocalisse di san Giovanni. Poi un'opera sulla creazione del mondo e molte altre. 
Dei suoi commenti ci è pervenuto solo quello sull'Apocalisse: Commentarli in Apocalypsim Ioannis, In quest'opera l'autore si mostra chiliasta; ciò vale anche per il trattato De fabrica mundi (La creazione del mondo).
Altri scritti: De decem virginibus, In Genesim « factum est vespere et mane die unus » e Ad Iustinum Manichaeum sono stati a lui attribuiti, ma non è facile provarlo.

### Inno al Messia leone per vincere
Tra i canti liturgici della Chiesa Cattolica si trova un inno tratto da un testo di San Vittorino di Pettau. Il canto si intitola "Il Messia leone per vincere" ed è stato musicato dallo spagnolo Francisco Kiko José Gómez Argüello Wirtz nel 2014. Tradotto e cantato nelle seguenti lingue: spagnolo, francese, inglese, italiano, portoghese, giapponese, arabo, polacco, ungherese, albanese e swahili, il testo è tratto da Commentarii in Apocalypsim Ioannis e narra la vittoria pasquale del Cristo, il Messia profetizzato nel libro della Genesi al cap. 49 versetto 4 (il leone di Giuda), al termine della sua passione e della sua morte. Il testo è il seguente:

## Dottrina
La sua dottrina è molto influenzata da Giovanni, e questa influenza la si vede molto nella sua teologia, nelle sue opere e dagli elementi liturgici della comunità di Petovio.
Si può notare anche l'influenza occidentale che viene da Aquileia nelle opere di Vittorino.

## Escatologia
La sua letteratura è d'ispirazione millenarista, che era la più evoluta in quel tempo.
Vittorino si rifà a Ireneo che si basa sul salmo 90, 4: «Ai tuoi occhi, mille anni sono come il giorno di ieri che è passato, come un turno di veglia nella notte». Questa è l'immagine della storia in sette millenni, dei quali l'ultimo sarà il regno di Cristo ossia il giudizio finale.